# Metagonia asintal
Metagonia asintal är en spindelart som beskrevs av Huber 1998. Metagonia asintal ingår i släktet Metagonia och familjen dallerspindlar.
Artens utbredningsområde är Guatemala. Inga underarter finns listade i Catalogue of Life.